# Proenza Schouler
Proenza Schouler est une marque de prêt-à-porter féminin et d'accessoires fondée à New York en 2002 par le duo de créateurs Lazaro Hernandez et Jack McCollough.

## Historique
Issus de la Parsons Design School de New York, les deux créateurs se sont rencontrés pendant leurs études et ont collaboré dans le cadre leur projet de fin de cycle sur ce qui allait devenir la première collection sous la marque Proenza Schouler. La collection a été achetée dans son intégralité par Barneys New York.
Ils ont choisi de combiner les noms de jeune fille de leurs mères respectives pour nommer leur marque : Proenza étant le nom de jeune fille de la mère de Lazaro Hernandez et Schouler celui de la mère de Jack McCollough.
Distribuée dans plus de 100 points de vente, la marque possède deux magasins en propre à New York.
L'actrice Maggie Gyllenhaal porte l'une de leurs robes lors de la cérémonie des Oscars en 2007 : une toilette néo glamour bleu nuit.

## Licences

### Chaussures
En 2008, la marque présente sa première collection de chaussures, sous licence par Giuseppe Zanotti, Vicini SpA. En 2012, la marque signe un accord de licence avec IRIS SpA.

### Sacs
En 2008, la marque lance sa première collection de sacs.

### Parfums
Le 3 juin 2015, L'Oréal annonce la signature d'un contrat de licence pour la création et le développement de parfums de luxe. Un premier parfum féminin, fleuri et boisé, nommé Arizona est lancé au printemps 2018.

## Récompenses
- 2003 : prix Swarovski for Ready to Wear
- 2004 : prix inaugural CFDA Vogue Fashion Fund
- 2007 : prix du designer de l'année CFDA Womenswear
- 2009 : prix du designer de l'année Accesoiries
- 2011 : prix du designer de l'année CFDA Womenswear
- 2013 : prix du designer de l'année CFDA Womenswear